# Placerville (Colorado)
Placerville es un área no incorporada ubicada en el condado de San Miguel en el estado estadounidense de Colorado.

## Geografía
Placerville se encuentra ubicada en las coordenadas 38°0′0″N 108°3′12″O / 38.00000, -108.05333.